# Universidade de La Sabana
A Universidade de La Sabana é uma  universidade privada situada na Colômbia. No ano de 2006 recebeu a "Acreditação Institucional de Alta Qualidade" por parte do Conselho Nacional de Acreditação, convertendo-se em uma das doze universidades que receberam este reconhecimento no país.  Já formou mais de 19.000 egressos de seus programas, nos seus 27 anos de existência.
O Campus universitário, situado no município de Chía, ao norte da  cidade de Bogotá, está dotado dos melhores recursos técnicos para a educação, como os laboratórios, as salas de informática e biblioteca que abriga home uma coleção de mais de 70.000 títulos de livros e 1.151 títulos de publicações periódicas.

## Ligação externa
- «Sítio oficial da universidade» (em espanhol)

4° 51′ 40″ N, 74° 02′ 01″ O